# ماتسودایرا تسونئو
ماتسودایرا تسونئو (انگلیسی: Tsuneo Matsudaira؛ ۱۷ آوریل ۱۸۷۷ – ۱۴ نوامبر ۱۹۴۹) یک سیاست‌مدار اهل ژاپن بود.